# نيجنيايا سالدا
نيجنيايا سالدي (بالروسية: Нижняя Салда) هي إحدى مدن روسيا في الكيان الفدرالي الروسي سفيردلوفسك أوبلاست.